# Шобики
Шобики (біл. вёска Шобікі) — село в складі Борисовського району Мінської області, Білорусь. Село належало Метченській сільській раді, розташоване в східній частині області.